# Brutal Truth
Brutal Truth — американская грайндкор-группа из Нью-Йорка, основанная бывшим бас-гитаристом групп Anthrax, Nuclear Assault, и S.O.D. — Дэном Лилкером в 1990 году. Группа распалась в 1999, но в 2006 году снова соединилась и продолжала выпускать новую музыку вплоть до 2014 года.

## Дискография
Студийные альбомы
- Extreme Conditions Demand Extreme Responses" (1992, Earache Records)
- Need to Control (1994, Earache Records)
- Kill Trend Suicide (1996, Relapse Records)
- Sounds of the Animal Kingdom (1997, Relapse Records)
- Evolution Through Revolution (2009, Relapse Records)
- End Time (2011, Relapse Records)

Мини-альбомы
- The Birth of Ignorance demo (1990)
- Ill Neglect (1992, Earache Records)
- Perpetual Conversion (1993, Earache Records)
- Godplayer (1994, Earache Records)
- Machine Parts +4 (1996, Relapse Records)
- Split 7"s 7" релиз с песнями из сплита с Converge на одной стороне и с песнями из сплита с Violent Society на другой стороны (2008, Relapse Records)

DVD-диски
- For the Ugly and Unwanted — This is Grindcore (2009, Season of Mist)

| Сплиты - сплит с Spazz(1996, Bovine Records) - сплит с Rupture (1997, Relapse Records) - сплит с Converge (1997, Hydra Head Records) - сплит с Melvins (1997, Reptile Records) - сплит с Violent Society (1997, Relapse Records) - сплит с Narcosis/Total Fucking Destruction (2007, Calculated Risk Records) Другие релизы - Goodbye Cruel World (сборник концертных записей и раритетных треков) (1999, Relapse Records) - For Drug Crazed Grindfreaks Only! Live at Noctum Studios + 1 (2008, Relapse Records) - This Comp Kills Fascists Vol. 1 (2008, Relapse Records) |